# Dactyloctenium aegyptium
Espèce
Dactyloctenium aegyptium, le dactylocténion d'Égypte ou chiendent patte-de-poule, est une espèce de plantes monocotylédones de la famille des Poaceae (graminées), sous-famille des Chloridoideae, originaire des régions tropicales et tempérées chaudes d'Afrique et d'Asie. Ce sont des plantes herbacées annuelles, aux tiges (chaumes) géniculées ascendantes ou décombantes pouvant atteindre 70 cm de long et aux inflorescences digitées composées de racèmes.
Noms vernaculaires
Dactylocténion d'Égypte, chiendent patte-poule, chiendent patte-de-poule, herbe bourrique (La Réunion).

## Description
Dactyloctenium aegyptium est une plante herbacée annuelle ou vivace à courte durée de vie, poussant en touffes (cespiteuse), légèrement stolonifère, atteignant 75 cm de haut. C'est une plante très ramifiée, aux tiges minces, dressées ou géniculées ascendantes. Les stolons peuvent ramper et émettent des racines à partir des  nœuds inférieurs. Les racines sont horizontales. Les feuilles ont un limbe linéaire de 3 à 25 cm de long sur 3 à 15 mm de large. 
Les inflorescences, terminales, sont généralement digitées et composées de 2 à 6 racèmes étalés. Les graines anguleuses, ridées ou rugueuses, de couleur blanche ou brune, ont environ 1 mm de long.
Le nombre de chromosomes est variable : 2n = 20, 36, 40, 48.

## Distribution et habitat
L'aire de répartition originelle de Dactyloctenium aegyptium s'étend dans les régions tropicales et subtropicales d'Afrique et d'Asie.
En Afrique, elle comprend l'Afrique du Nord (Algérie, Égypte, Libye, Maroc et Tunisie), l'Afrique australe (Afrique du Sud, [Provinces du Cap, KwaZulu-Natal, Transvaal], Botswana, Namibie et Swaziland) et la plus grande partie de l'Afrique tropicale (Érythrée, Éthiopie, Somalie, Soudan, Yémen [Socotra], Kenya, Tanzanie (y compris Pemba, Zanzibar), Ouganda, Cameroun, Guinée équatoriale (y compris Bioko), Zaïre, Bénin, Burkina Faso, Côte d'Ivoire, Gambie, Ghana, Guinée, Liberia, Mali, Mauritanie, Niger, Nigeria, Sénégal, Sierra Leone, Togo, Angola, Malawi, Mozambique, Zambie, Zimbabwe) et les îles de l'océan Indien (Madagascar, Maurice, La Réunion, Seychelles).
En Asie elle inclut la péninsule arabique (Arabie Saoudite, Bahreïn, Émirats arabes unis, Koweït, Oman, Qatar, Yémen), l'Asie occidentale (Afghanistan, Israël, Liban, Turquie) et la Chine (Fujian, Guangdong, Guizhou, Hainan, Yunnan, Zhejiang), le sous-continent indien (Inde, Népal, Pakistan, Sri Lanka), la Birmanie, la Malaisie et les Philippines.
L'espèce s'est répandue et naturalisée en Europe (Italie, Espagne), en Amérique du Nord (États-Unis [Alabama, Californie, Floride, Géorgie, Kentucky, Mississippi, Caroline du Nord, Caroline du Sud, Tennessee, Virginie] et Mexique) et en Amérique du Sud et Amérique centrale (Belize, Brésil [Ceará, Espirito Santo, Maranhao, Mato Grosso do Sul, Pará, Rio de Janeiro, Amapa], Colombie et Argentine). L'espèce a également été introduite dans les Antilles, en Australie et dans certaines îles du Pacifique.
Dactylodenium aegyptium se rencontre dans les terres arables et les friches, les terrains perturbés, y compris près du littoral. C'est une espèce qui préfère les sols sablonneux légers dans des endroits ensoleillés et ouverts, secs ou légèrement humides. En Afrique de l'Est, elle croît à toutes les altitudes, depuis le niveau de la mer jusqu'à 2 100 mètres. En Australie, l'espèce est commune dans les zones perturbées, mais est également présente dans les forêts ouvertes d'Eucalyptus sur des sols variés et sur les dunes côtières.

## Utilisation
Dactyloctenium aegyptium est utilisé comme plante fourragère, pour l'élevage des ruminants, principalement dans les zones semi-arides, tant sous forme de pâturage que pour la production de foin. Les graines sont comestibles, et sont consommées par l'homme en période de famine en Inde et en Afrique. Elles peuvent aussi être distribuées aux volailles  ou servir à la préparation de boissons alcoolisées.
L'espèce est également utilisée en Australie pour stabiliser les sols sableux  et dans d'autres régions pour lutter contre l'érosion.

## Taxinomie
L'espèce Dactyloctenium aegyptium a été décrite en premier par Linné sous le nom de Cynosurus aegyptius et publiée en 1753 dans son Species plantarum 1: 72. 1753.
Elle fut reclassée dans le genre Dactyloctenium par Willdenow sous le nom de Dactyloctenium aegyptiacus et publiée en 1809 dans  Enumeratio Plantarum Horti Botanici Berolinensis, 2: 1029. L'erreur orthographique portant sur l'épithète spécifique a été corrigée ultérieurement par Beauvois (Essai d'une nouvelle agrostographie 15, 72, 159, pl. 15, f. 2. 1812.) qui établit le nom binominal accepté, soit Dactyloctenium aegyptium (L.) Willd.

### Synonymes
Selon Catalogue of Life (12 avril 2018) : 
- Aegilops saccharina Walter
- Cenchrus aegyptius P.Beauv.
- Cenchrus mucronatus Pers. ex Steud.
- Chloris guineensis Schumach.
- Chloris mucronata Michx.
- Chloris prostrata (Willd.) Poir.
- Ctenium nukaviense Steud., nom. nud.
- Cynosurus aegyptiacus Link
- Cynosurus aegyptius L.(basionyme)
- Cynosurus carolinianus Willd. ex Steud., nom. nud.
- Cynosurus cavara Dillwyn, nom. nud.
- Cynosurus ciliaris Rottler ex Hook.f.
- Cynosurus distachyos Rottler ex Steud.
- Cynosurus macara Buch.-Ham. ex Wall., nom. nud.
- Dactyloctenium aegyptiacum Willd., orth. var.
- Dactyloctenium aegyptium var. mucronatum (Michx.) Schweinf.
- Dactyloctenium aegyptium f. viviparum Beetle
- Dactyloctenium aegyptius var. mucronatum (Michx.) Lanza & Mattei
- Dactyloctenium ciliare Chiov., nom. nud.
- Dactyloctenium distachyum Trin., nom. nud.
- Dactyloctenium figarei De Not.
- Dactyloctenium meridionale Ham.
- Dactyloctenium mpuetense De Wild.
- Dactyloctenium mucronatum (Michx.) Willd.
- Dactyloctenium mucronatum var. erectum E.Fourn.
- Dactyloctenium prostratum Willd.
- Eleusine aegyptia (L.) Desf.
- Eleusine ciliata Raf., nom. nud.
- Eleusine cruciata Elliott,nom. illeg..
- Eleusine cruciata Lam., nom. superfl.
- Eleusine egyptia Raf., orth. var.
- Eleusine pectinata Moench, nom. superfl.
- Eleusine prostrata Spreng.
- Rabdochloa mucronata (Michx.) P.Beauv.
- Syntherisma aegyptiaca Schult. ex Steud.

### Liste des variétés
Selon Tropicos (12 avril 2018) (Attention liste brute contenant possiblement des synonymes) :
- Dactyloctenium aegyptium var. aegyptium
- Dactyloctenium aegyptium var. aristatum (Link) A. Chev.
- Dactyloctenium aegyptium var. mucronatum (Michx.) Lanza & Mattei